# Орбітальна площина
Орбітальною площиною об'єкта, що рухається по орбіті навколо іншого об'єкта, є геометрична площина, у якій пролягає його орбіта. Орбітальна площина визначається двома параметрами — нахилом орбіти (i) та довготою висхідного вузла (Ω). Для визначення орбітальної площини достатньою є наявність трьох неколінеарних точок у космосі. Найбільш загальним прикладом може бути: центр важчого об'єкта, центр об'єкта, що рухається по орбіті, і центр цього ж об'єкта після того, як мине якийсь час і він переміститься далі по орбіті.

Орбітальна площина відносно площини відліку.

За визначенням, нахил орбіти планети у Сонячній системі — це кут між її орбітальною площиною й орбітальною площиною Землі (екліптикою). У всіх інших випадках, скажімо, якщо супутник рухається навколо іншої планети, зручно визначати нахил орбіти супутника як кут між його орбітальною площиною й екватором планети.

## Штучні супутники навколо Землі
Для ракет-носіїв і штучних супутників орбітальна площина є визначальним параметром орбіти; загалом, щоб змінити орбітальну площину об'єкта, потрібна дуже велика кількість метального заряду. Інші параметри, такі як орбітальний період, ексцентриситет орбіти і фаза орбіти, значно легше змінюються силовими установками космічних апаратів.
Орбітальні площини супутників збурюються несферичною природою Земної гравітації. Це стає причиною того, що орбітальна площина супутника повільно обертається навколо Землі, залежно від того, який кут ця площина утворює відносно земного екватора. Для площин, кут яких є критичним, це може означати, що площина навколо Землі слідуватиме за Сонцем, утворюючи Сонячно-синхронну орбіту. 
Пускове вікно ракети-носія зазвичай визначається як час, коли цільова орбітальна площина перетинає пусковий майданчик.